# 954
Раннє Середньовіччя  •  Епоха вікінгів  •  Золота доба ісламу  •  Реконкіста

## Геополітична ситуація
У Візантії правив Костянтин VII Багрянородний. 
Західним Франкським королівством почав правити Лотар, Східним Франкським королівством — Оттон I, оголошений також королем лангобардів.
Північ Італії належить Італійському королівству, середню частину займає Папська область, герцогства на південь від Римської області незалежні, деякі області на півночі та на півдні належать Візантії, інші окупували сарацини. Південь Піренейського півострова займає Кордовський халіфат, у якому править Абд Ар-Рахман III. Північну частину півострова займають королівство Астурія і королівство Галісія та королівство Леон під правлінням Ордоньйо III.
Королівство Англія очолює Едред.
Існують слов'янські держави: Перше Болгарське царство, де править цар Петро I, Богемія, Моравія, Хорватія, королем якої є Михайло Крешимир II, Київська Русь, де править княгиня Ольга. Паннонію окупували мадяри, у яких ще не було єдиного правителя.
Аббасидський халіфат очолює аль-Муті, в Іфрикії владу утримують Фатіміди, в Середній Азії — Саманіди. У Китаї триває період п'яти династій і десяти держав. Значними державами Індії є Пала, держава Раштракутів, Пратіхара, Чола. В Японії триває період Хей'ан. На північ від Каспійського та Азовського морів існує Хозарський каганат.

## Події
- Після смерті Людовика IV Заморського королем Західного Франкського королівства став його син Лотар. Гуго Великий поступився йому титулом в обмін на Аквітанію та Бургундію.
- У Східному Франкському королівстві продовжувалося протистояння короля Оттона I та його сина Людольфа Швабського та його спільників, які запросили на підмогу мадярів. Все ж Людольфу довелося просити вибачення у батька, який відібрав у нього Швабію.
- Мадяри вчинили напад на Бургундію і повернулися через Італію. Бургундський король Конрад III їх зупинив і розгромив з допомогою альпійських сарацинів.
- Правитель норвезьких вікінгів в Англії та Ірландії Ейрік Кривава Сокира загинув у бою, і Англійське королівство на чолі з Едредом підкорило собі всю територію Англії.
- Королем Шотландії став Індульф I.